# Elecciones parlamentarias de Bulgaria de 1953
Las elecciones parlamentarias de Bulgaria fueron realizadas el 20 de diciembre de 1953. Se presentó a los votantes una lista única del Frente de la Patria, dominado por el Partido Comunista Búlgaro..  Según las cifras oficiales, casi participaron 4.9 millones de personas en el sufragio, de los cuales solo 9077 personas votaron en contra de la lista, mientras que otros 980 personas votaron blanco o nulo.  Se reportó que la participación electoral fue de un 99,5 %.</ref>

## Resultados
| Partido                 | Votos     | %    | Escaños | +/- |
| ----------------------- | --------- | ---- | ------- | --- |
| Frente de la Patria     | 4 981 594 | 99.8 | 249     | +8  |
| En contra               | 9077      | 0.2  | –       | –   |
| Votos en blanco/nulos   | 967       |      | –       | –   |
| Total                   | 4 991 638 | 100  | 249     | +8  |
| Fuente: Nohlen & Stöver |           |      |         |     |